# József Sebestyén
József Sebestyén de Keöpeczi (n. 12 noiembrie 1878, Sic, Cluj – d. 27 decembrie 1964, Cluj) a fost un grafician și heraldist transilvănean, autorul mai multor steme și blazoane, între care stema României interbelice, care stă la baza stemei României.
Regele Ferdinand I al României l-a primit în Ordinul „Coroana României” în grad de ofițer, drept recompensă pentru realizarea stemei României interbelice.
A realizat, de asemenea, stema episcopală a episcopului Áron Márton.

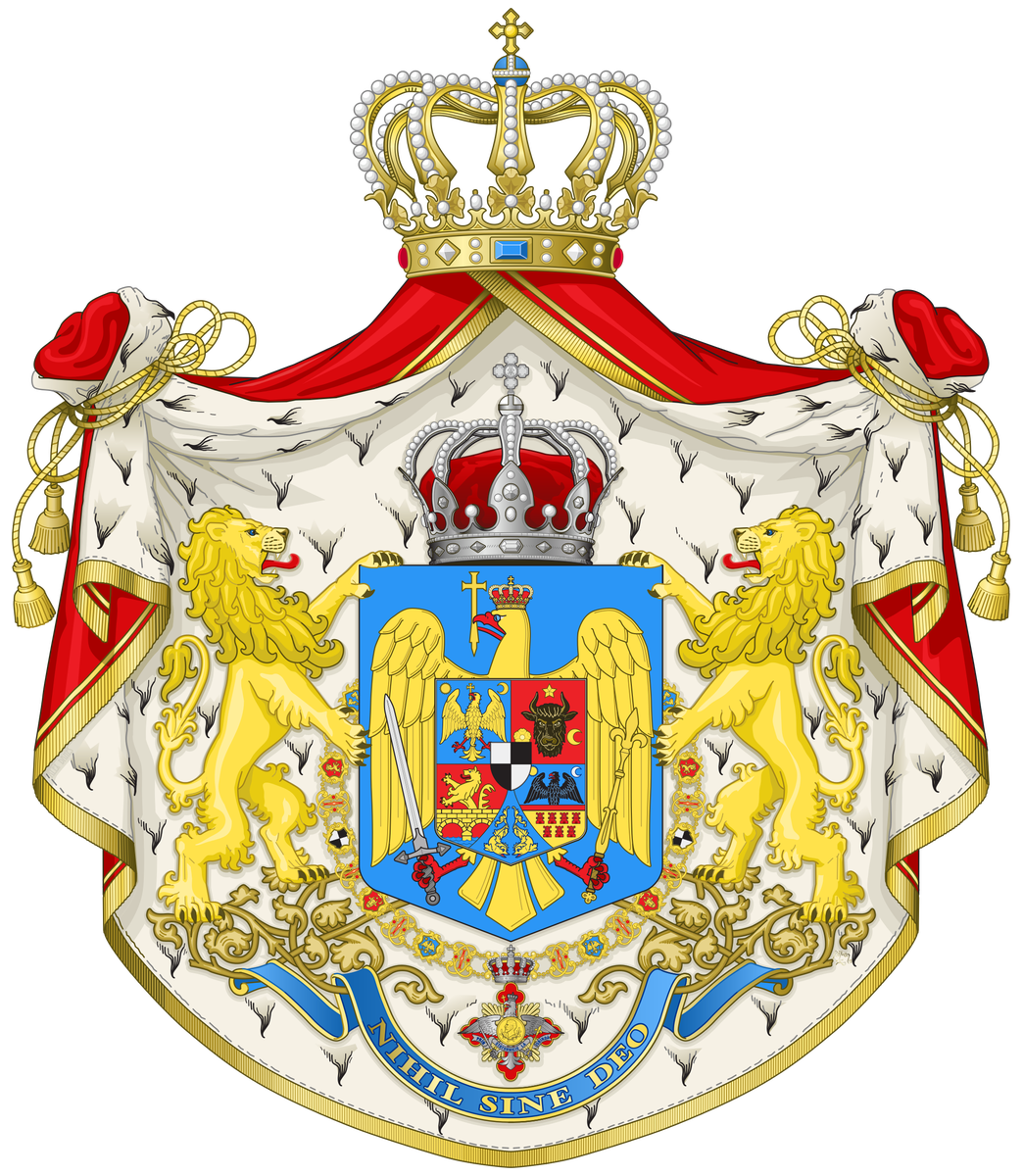
Stema Regatului Romaniei, 1921

A lucrat ca ilustrator al mai multor ziare și reviste, între care Pásztortűz, Siebenbürgische Vierteljahrschrift și Flacăra.

## Studii și articole
- A brassói Fekete-templom Mátyás-kori címerei [Stemele din vremea lui Matia Corvin în Biserica Neagră din Brașov] (ETF 8. Kv. 1927);
- A középkori, nyugati műveltség legkeletibb határai (ETF 19. Kv. 1929);
- Das Wappen von Kronstadt [Stema Brașovului], în: Mitteilungen des Burzenländer Sächsischen Museums, Hermannstadt [Sibiu], 1937;
- Die Wappendenkmäler des Burzenländer Sächsischen Museums, Hermannstadt [Sibiu], 1938;
- A Cenk-hegyi Brasovia-vár temploma (ETF 121. Kv. 1940);
- Régi székely népi eredetű műemlékeink (ETF 126. Kv. 1941)
- Kolozsvár szabad királyi város címere (Kolozsvári Szemle Könyvtára 14. Kv. 1944);
- A széki református templom [Biserica reformată din Sic] (coautor Géza Entz), Kolozsvár [Cluj], 1947;
- A gelencei mennyezet- és karzatfestmények (Kelemen Lajos Emlékkönyv. Kv. 1957).